# Маса Ломбарда
Маса Ломбарда (итал. Massa Lombarda) је насеље у Италији у округу Равена, региону Емилија-Ромања.
Према процени из 2011. у насељу је живело 9253 становника. Насеље се налази на надморској висини од 11 м.

## Становништво
Према резултатима пописа становништва 2011. у општини је живело 10.449 становника.
| 1951. | 1961. | 1971. | 1981. | 1991. | 2001. | 2011.  |
| ----- | ----- | ----- | ----- | ----- | ----- | ------ |
| 8.158 | 9.532 | 9.349 | 9.141 | 8.513 | 8.518 | 10.449 |

## Партнерски градови
- Мармироло (Ређо Емилија)